# Gigantopora verrucosissima
Gigantopora verrucosissima is een mosdiertjessoort uit de familie van de Gigantoporidae. De wetenschappelijke naam van de soort is voor het eerst geldig gepubliceerd in 2002 door Moyano.